# Stenula arctica
Stenula arctica är en kräftdjursart som först beskrevs av Gurjanova 1951.  Stenula arctica ingår i släktet Stenula och familjen Stenothoidae. Inga underarter finns listade i Catalogue of Life.